# Idlib
Idlib (arabă إدلب, de asemenea, denumit Edlib sau Idleb) este un oraș din Siria, reședință a guvernoratului Idlib, situat la 58 de kilometri de la sud-vest de Alep. Are o altitudine de aproape 500 de metri deasupra nivelului mării. În recensământul din 2004 al Biroului Central de Statistică din Siria, Idlib avea o populație de 98.791, iar în 2010 populația era de aproximativ 165.000 de locuitori. Înainte de războiul civil, locuitorii erau în mare parte musulmani sunniți, deși a existat o minoritate semnificativă de creștini. Idlib este împărțit în șase districte principale: Ashrafiyeh (cel mai populat), Hittin, Hejaz, Downtown, Hurriya și al-Qusur.